# Anna von der Borch
Anna von der Borch († 25. November 1512 in Kaufungen) war von März 1509 bis zu ihrem Tod Äbtissin des Klosters Kaufungen in Kaufungen in Nordhessen.
Sie stammte, wie ihr Wappenschild mit den drei Dohlen ausweist, aus dem in Langendreer ansässigen Zweig des westfälischen Adelsgeschlechts derer von der Borch; sie war eine Enkelin des Arndt von der Borch, der 1448 durch seine Heirat mit der Erbtochter Bate von Dreer Herr von Langendreer geworden war.

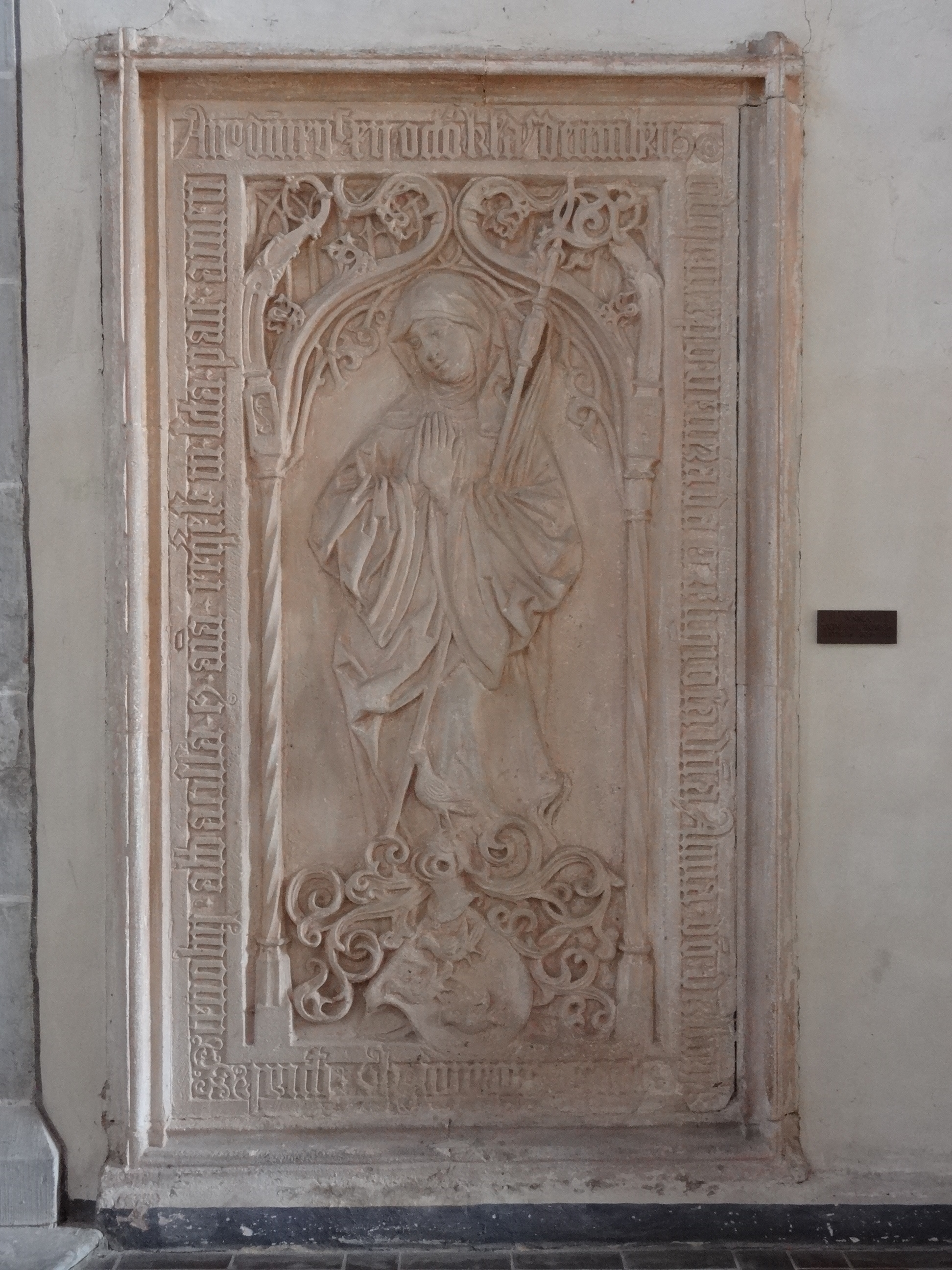
Grabplatte Anna von der Borch

Anna war bis März 1509 Nonne im Benediktinerinnen-Kloster Gehrden, als ihr Leben eine unerwartete Wendung nahm. Im Februar 1509 fand im Damenstift Kaufungen eine Visitation statt, um es der Bursfelder Kongregation zuzuführen und somit dort hinfort die Ordensregel Benedikts von Nursia strikt zu befolgen. Die Visitatoren bemängelten Lebensstil und Kleidung der 1504 gewählten Äbtissin Elisabeth von Plesse († 1527) und verlangten Besserung. Diese aber weigerte sich, das benediktinische Ordensgelübde abzulegen, trat stattdessen von ihrem Amt zurück und trat bald darauf als einfache Nonne in das Zisterzienserinnen-Kloster Höckelheim ein. Bereits im März 1509 wurden dann acht Benediktinerinnen aus dem seit 1474 der Bursfelder Kongregation angehörigen Kloster Gehrden in Kaufungen eingesetzt, die Anna von der Borch am 2. April 1509 zur Äbtissin wählten. Sie wurde nach einer zweiten Visitation im November 1509 von Erzbischof Uriel von Mainz, gegen Zahlung einer erklecklichen Summe, im Amt bestätigt.
Inzwischen gab es Streit um die Entschädigung der abgedankten Elisabeth von Plesse, der erst nach Intervention ihres Bruders, Dietrich II. von Plesse, und daraufhin erfolgter Einmischung der landgräflichen Regierung beendet wurde. Man kam im März 1510 überein, Elisabeth eine jährliche Pension von 70 Vierteln Frucht und 30 Gulden Geld aus des Klosters Einkünften in Witzenhausen und Hedemünden zu zahlen.
Anna lebte nach ihrer Wahl zur Äbtissin nur noch drei Jahre. Sie starb am 25. November 1512. Ihr spätgotischer Figurengrabstein ist im nördlichen Querschiff der Kaufunger Stiftskirche in die Wand gemauert. Annas Nachfolgerin als Äbtissin wurde ihre Schwester Alfradis († 27. April 1534).